# Municipio de Gem (Dakota del Sur)
El municipio de Gem (en inglés: Gem Township) es un municipio ubicado en el condado de Brown en el estado estadounidense de Dakota del Sur. En el año 2010 tenía una población de 217 habitantes y una densidad poblacional de 1,26 personas por km².

## Geografía
El municipio de Gem se encuentra ubicado en las coordenadas 45°22′19″N 98°20′26″O / 45.37194, -98.34056. Según la Oficina del Censo de los Estados Unidos, el municipio tiene una superficie total de 171.55 km², de la cual 171,55 km² corresponden a tierra firme y (0 %) 0 km² es agua.

## Demografía
Según el censo de 2010, había 217 personas residiendo en el municipio de Gem. La densidad de población era de 1,26 hab./km². De los 217 habitantes, el municipio de Gem estaba compuesto por el 99,54 % blancos, el 0,46 % eran asiáticos. Del total de la población el 0 % eran hispanos o latinos de cualquier raza.